# Sur de la Bahía (área de la Bahía de San Francisco)
El Sur de la Bahía es una subregión del Área de la Bahía de San Francisco, California, Estados Unidos y es más o menos sinónimo de Silicon Valley, Condado de Santa Clara, y el Valle de Santa Clara.
Las ciudades del Sur de la Bahía Incluyen:
- Campbell
- Cupertino
- Gilroy
- Los Gatos
- Milpitas
- Monte Sereno
- Morgan Hill
- San José
- Santa Clara
- Saratoga
- Sunnyvale

- Datos: Q3271856